# Catocala aenigma
Catocala aenigma és una espècie de papallona nocturna de la subfamília Erebinae i la família Erebidae. Es troba al sud-est de Sibèria.